# Espaces d'Abraxas
Pour les articles homonymes, voir Abraxas.
Les espaces d'Abraxas sont un ensemble de trois copropriétés, situés dans le quartier du Mont d'Est à Noisy-le-Grand (France), dans le département de Seine-Saint-Denis.
Imaginé par l'architecte espagnol Ricardo Bofill et inauguré en 1983, le complexe est considéré comme un exemple notable d'architecture postmoderniste. 
L'apparence particulière et monumentale de l'ensemble, postmoderne d'inspiration néo-classique, lui a valu de servir de décors dans plusieurs longs-métrages dont Brazil et Hunger Games. 

## Situation
L'ensemble architectural est situé dans le département français de la Seine-Saint-Denis, sur la commune de Noisy-le-Grand, dans le quartier du Mont-d'Est. Ce secteur, aussi appelé « Portes de Paris », a été urbanisé à partir des années 1970 dans le cadre de la ville nouvelle de Marne-la-Vallée. Le centre du quartier est construit sur une dalle selon les principes de la Charte d'Athènes. De construction plus récente, les espaces d'Abraxas ne font pas partie de la dalle mais jouxtent le centre commercial Les Arcades.
Les Arènes de Picasso de l'architecte Manuel Nuñez Yanowski, autre exemple d'architecture postmoderniste, sont situées de l'autre côté de la dalle dans le quartier du Pavé-Neuf.
Les espaces d'Abraxas sont accessibles depuis la gare de Noisy-le-Grand-Mont d'Est de la ligne A du RER. Le terminus du mini-métro SK, construit en 1993 mais jamais mis en service, se situait à proximité jusqu'à sa démolition en 2018.

## Origine du nom
Le nom de l'ensemble architectural provient d'un terme mystique en grec biblique, ἀβραξάς, romanisé en « abraxas ». L'usage du grec évoque le style néo-classique ayant servi d'inspiration à l'architecte.

## Description

Plan.

L’Arche et le Palacio.

L'ensemble immobilier regroupe 730 logements dans trois bâtiments : le Théâtre à l'ouest, l'Arche au centre et le Palacio à l'est.
Le Palacio est un bâtiment massif de 18 étages d'inspiration néo-classique et de forme orthogonale.

L’Arche et le Théâtre.

Le Théâtre est avec l'atrium au centre face à l'arc au centre et au Palacio . Il est composé de 13 cages d'escalier et accueille une vingtaine d'appartements par cage pour les 11 d'entres elles et 8 appartements aux 12 et 13. L'ensemble prend la forme d'un demi-cylindre creusé en son centre.

L'Arche, située au cœur de l'ensemble.

L'Arche est composé de deux cages d'escalier qui se rejoignent au 7e étage pour former une arche. Cet arc est entouré par le Palacio et le Théâtre.

## Historique
La période des « Trente Glorieuses » en France, qui suit la fin de la Seconde Guerre mondiale, est marquée par une forte croissance urbaine et une augmentation des besoins en logements. Pour contrôler le développement de l'agglomération parisienne, le gouvernement de Charles de Gaulle établit en 1965 un schéma directeur d'aménagement et d'urbanisme (SDAU) qui prévoit la construction de villes nouvelles.
Marne-la-Vallée, l'une des cinq villes nouvelles de région parisienne, sort de terre à partir des années 1970. Le secteur dit des « Portes de Paris » à Noisy-le-Grand est pensé comme la porte d'entrée de l'agglomération nouvelle. Le nouveau quartier est censé devenir un nouveau pôle d'emploi, de logement et de commerce et dispose d'une gare de la ligne A du Réseau Express Régional (RER).
C'est dans ce contexte que la conception d'un ensemble de 700 logements situé dans le quartier du Mont-d'Est est confiée à l'architecte espagnol Ricardo Bofill en 1978,. La construction a recours à des procédés innovants comme l'usage massif du béton préfabriqué appelé "Béton Architectonique" . L'ensemble est inauguré en 1983. Les espaces d'Abraxas, qui comprennent deux tiers de logements sociaux, sont imaginés comme un « palais du peuple » par leur créateur. En reprenant les codes néo-classiques que l'on retrouve dans les temples et les palais (colonnes, chapiteaux, arches...), Ricardo Bofill a souhaité rendre accessible aux classes populaires une architecture habituellement réservée aux élites et au sacré.
Si l'originalité esthétique du complexe a valu à Ricardo Bofill une renommée mondiale, la qualité de vie s'y est rapidement dégradée et l'utopie sociale initiale a été mise à mal par des problèmes d'insécurité provoqués par le placement de familles de Bobigny pour faire baisser les chiffre de la délinquance. Devant l'état de délabrement de l'ensemble, la démolition a été envisagée dans les années 2010 par la municipalité de Noisy-le-Grand, suite d'une mobilisation des habitants et de l'arrivée d'une nouvelle majorité municipale, cette solution a finalement été écartée. 
Un projet de rénovation des espaces d'Abraxas a été dévoilé en 2018, sous la supervision de Ricardo Bofill. 

## Impact et héritage

Scène de vie aux espaces Abraxas.

L'aspect général de l'ensemble, jugé austère, lui a valu d'être comparé à un décor de dystopie. Les Espaces d'Abraxas ont ainsi été surnommés Gotham City ou Alcatraz. Depuis quelques années, leur originalité architecturale attire cependant un tourisme d'amateurs et de curieux. Le tournage du film Hunger Games : La Révolte, partie 2 en 2015 a largement participé à cette notoriété.
Dans un entretien en 2014, l'architecte indique que sa démarche était opposée à celle de Le Corbusier mais que son projet a échoué, malgré l'innovation que constituait alors l'utilisation du préfabriqué. Il regrette que ses idées sur le logement social n'aient pas été reprises par la suite et que l'on ait continué à construire des barres d'immeubles. Il attribue une part de l'échec au fait que le quota de 20 % de logements sociaux, qui était prévu par les théories sur l'intégration en vigueur à l'époque, n'ait pas été respecté, ainsi qu'au manque de commerces et d'équipements. Il reconnaît de plus qu'avoir conçu un bâtiment refermé sur lui-même était une erreur. Ricardo Bofill s'oppose toutefois vivement à une démolition, qu'il considérerait comme « un manque de culture ».

## Lieu de tournages
Les Espaces d'Abraxas ont servi de cadre à de nombreux tournages, et génèrent en conséquence régulièrement un afflux touristique.

### Films
- 1983 : scène Joy film érotique
- 1983 : une poursuite du Prix du danger
- 1984 : une partie des scènes de poursuite d'À mort l'arbitre (avec Michel Serrault et Eddy Mitchell) au Palacio[8] ;
- 1985 : scène de Brazil de Terry Gilliam[3] ;
- 2003 : Mais qui a tué Pamela Rose ? (QG du FBI) ;
- 2014 : Hunger Games : La Révolte, partie 2 ;
- 2016 : Trepalium ;
- 2019 : Sceptre (court-métrage) ;
- 2022 : Big Bug.

### Clips musicaux
- 1986 : Stéphanie de Monaco, Ouragan ;
- 1990 : Michel Berger, Ça ne tient pas debout (Berger et ses musiciens circulent dans le Théâtre, ainsi qu'aux Arènes de Picasso) ;
- 1998 : Cheb Mami, Parisien du Nord ;
- 2012 : Leck, Fais le L ;
- 2015 : Carbon Airways, Break the Silence ;
- 2016 : Antonny Drew, Si sé wi ;
- 2016 : Section Pull Up feat. DJ Mike One, Comme DAB ;
- 2017 : Marwa Loud, Fallait pas[9] ;
- 2017 : Vino Selvakumaran, Pathalla ;
- 2017 : Médine, Grand Paris ;
- 2018 : Vinci, Dites à Fianso ;
- 2019 : Adel Tawil feat. Peachy, Tu m'appelles ;
- 2020 : Ufo361, Nur zur Info ;
- 2022 : Giriboy, Issu du feu ;
- 2023 : Rob & Jack Lahana feat. León Larregui, Contour  ;
- 2025 : Rosé, Number One Girl (en).